# Église du Cœur-Immaculé-de-Marie de Pittsburgh
Pour les articles homonymes, voir église du Cœur-Immaculé-de-Marie.
L'église du Cœur-Immaculé-de-Marie (en polonais: kościół Matki Boskiejest; en anglais : Immaculate Heart of Mary Church) est l'église paroissiale historique des Polonais de Pittsburgh en Pennsylvanie. C'est l'une des plus grandes églises catholiques de Pittsburgh et aussi l'une des plus anciennes de la ville. Elle dépend du diocèse de Pittsburgh. Elle se trouve à Polish Hill, quartier d'immigration polonaise au tournant du XIXe et du XXe siècle. Son style néobaroque, ses dimensions et son opulence sont caractéristiques du style des cathédrales polonaises. Elle est dédiée au Cœur Immaculé de Marie.

## Historique
L'église paroissiale est fondée en 1897pour les immigrés polonais et leurs descendants. Les prêtres sont polonais, les sermons et les chants sont prononcés en polonais, le catéchisme et la pastorale sont effectués en polonais, tandis qu'évidemment la liturgie est en latin, comme dans toute l'Église catholique de l'époque. La Pologne n'est plus indépendante depuis plus d'un siècle, lorsque la paroisse est fondée; elle est en effet partagée entre l'Autriche-Hongrie (avec notamment la Galicie), l'Empire allemand et l'Empire russe. Les immigrés polonais ont commencé à s'installer à Herron Hill, quartier de Pittsburgh, dans les années 1880. Ils sont tellement nombreux au fil des années que l'endroit est renommé en Polish Hill (Colline polonaise). Au début les fidèles fréquentent l'église Saint-Stanislas-Kostka dans le quartier de Strip, mais vers 1895, la population polonaise est si importante qu'un comité d'habitants locaux adresse une pétition à l'évêque pour demander la formation d'une nouvelle paroisse polonaise. La permission est accordée rapidement, si bien que la première pierre d'un ensemble comprenant une église, une école paroissiale et un couvent pour les religieuses enseignantes, est posée et bénite en octobre 1896. Moins d'un an plus tard, en août 1897, les travaux sont terminés et l'église consacrée. 
Le premier étage du bâtiment paroissial sert d'école et le deuxième étage, d'église. En 1899, la paroisse réunit des fonds pour acheter des terrains afin de bâtir une église plus grande. La première pierre est bénite le 31 juillet 1904 et la nouvelle est grande église consacrée le 3 décembre 1905. Comme nombre d'autres églises polonaises, construites selon le style appelé style cathédrale polonaise (Polish Cathedral style), comme l'église Sainte-Marie-des-Anges de Chicago ou la basilique Saint-Josaphat dans le Milwaukee, elle est conçue comme une église baroque avec un dôme rappelant intentionnellement la basilique Saint-Pierre de Rome.
L'église continue à desservir les fidèles d'origine polonaise, mais pas uniquement. L'anglais a désormais remplacé le polonais comme langue pastorale et comme langue liturgique. Toutefois des cours de polonais sont donnés à la paroisse.
La paroisse a été la première aux États-Unis à pratiquer les neuvaines de la Miséricorde divine. Elle continue aujourd'hui de les pratiquer, alors que d'autres paroisses d'origine polonaise ont abandonné ses pratiques dans les années suivant le concile Vatican II. Elle célèbre avec une grande solennité le dimanche de la Miséricorde divine, le dimanche suivant Pâques. Jean-Paul II a institué cette fête liturgique en l'honneur de la Miséricorde divine, en l'an 2000.

## Illustrations

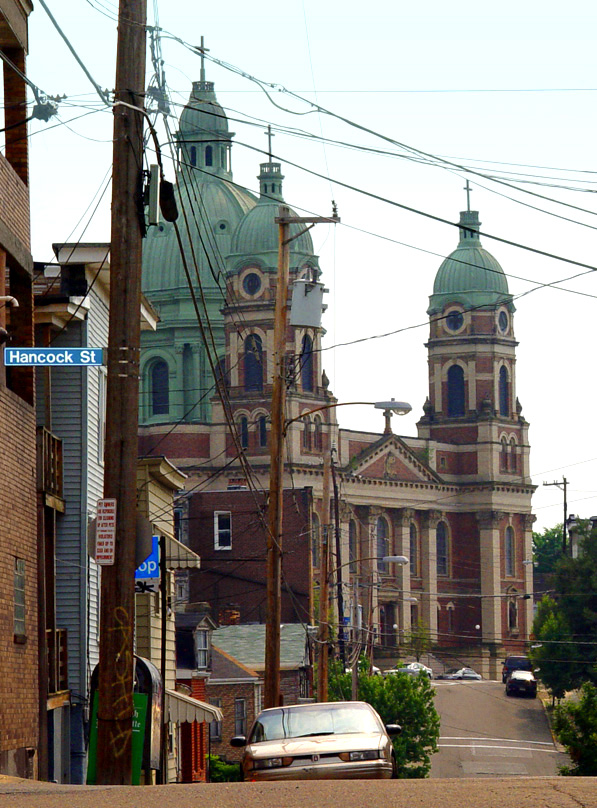
Vue de l'église.
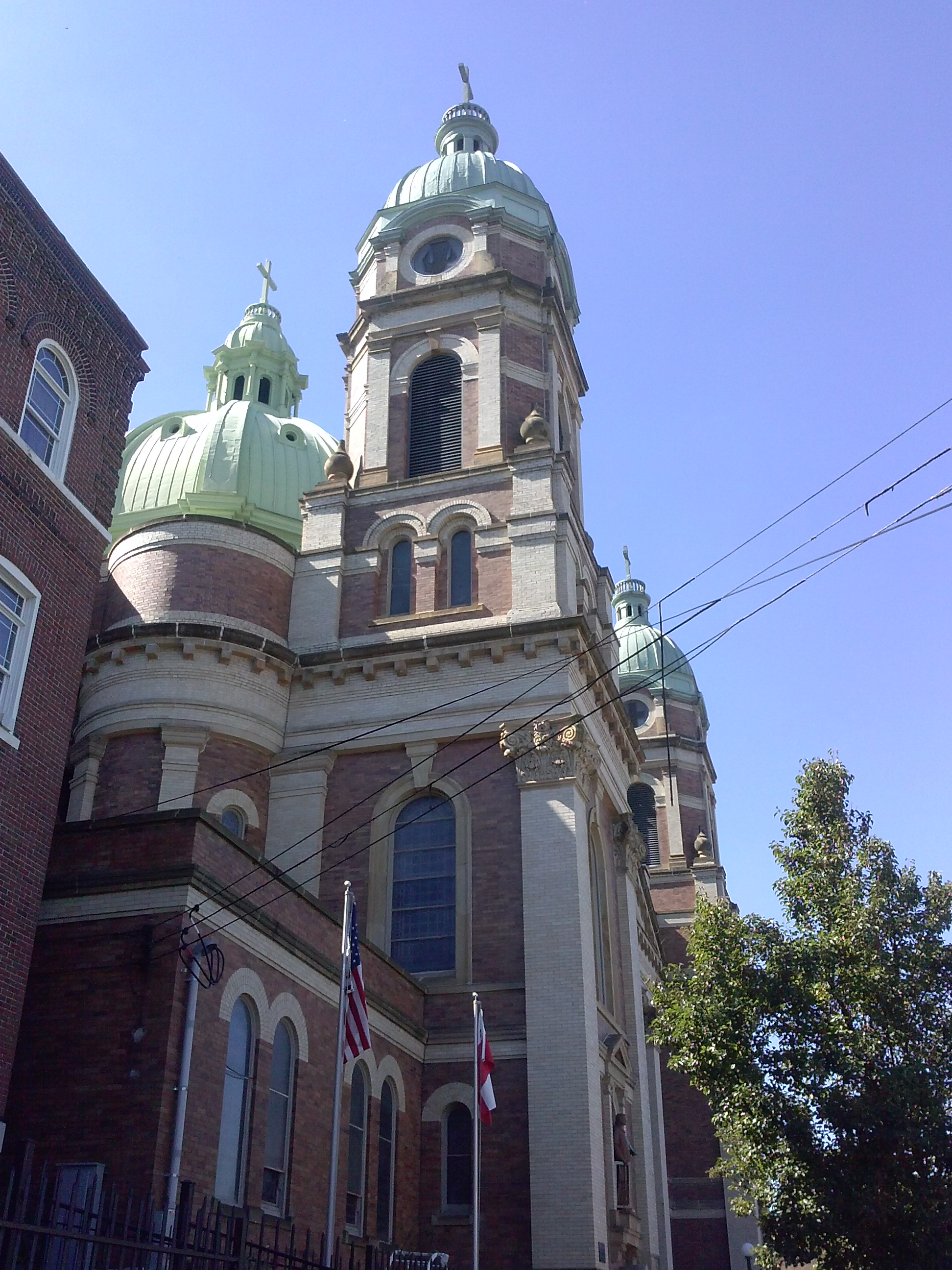
Détail.
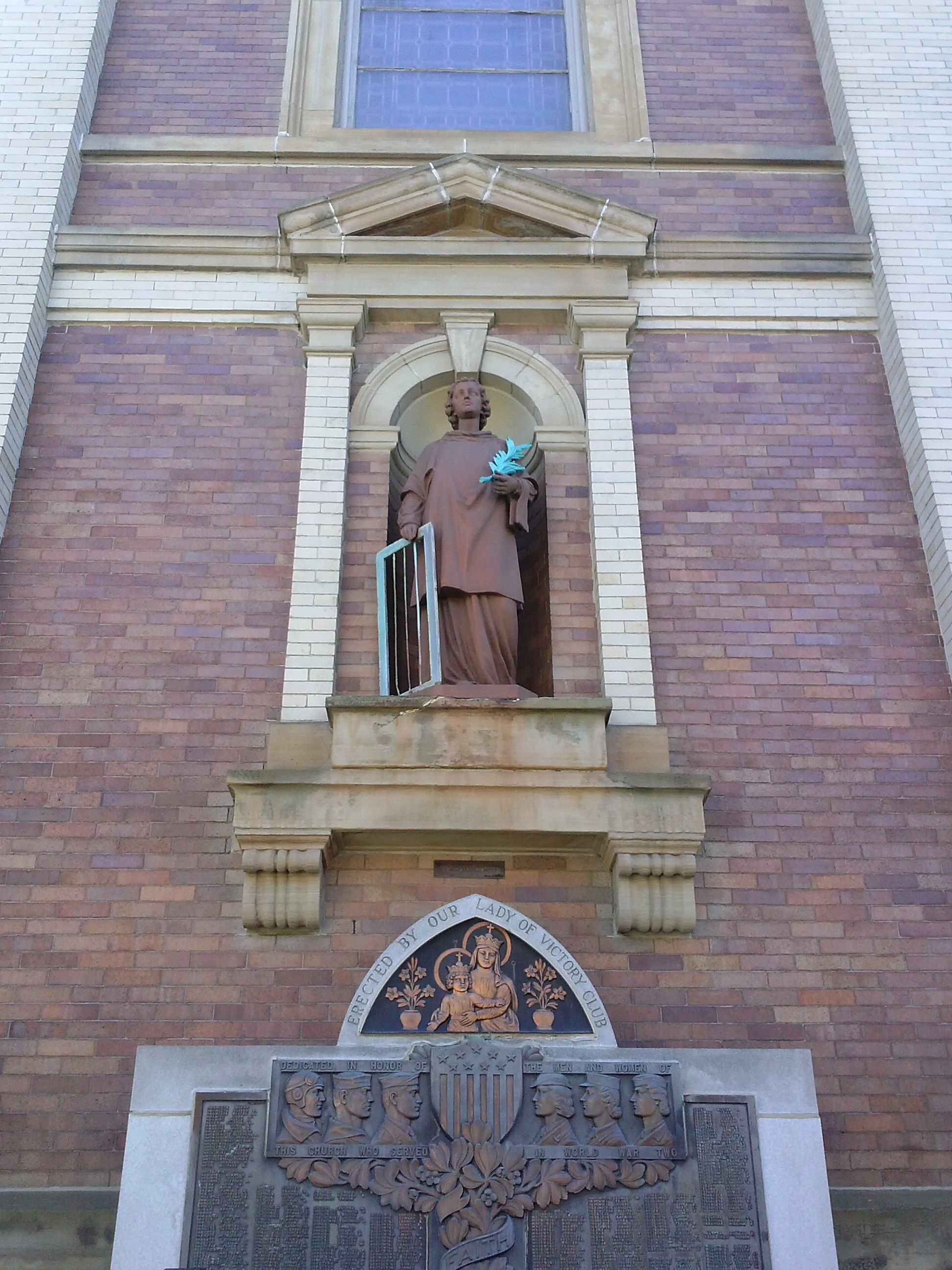
Statue de saint Laurent.

## Source
- (en) Cet article est partiellement ou en totalité issu de l’article de Wikipédia en anglais intitulé « Immaculate Heart of Mary Church (Pittsburgh) » (voir la liste des auteurs).